# 賈寶玉 (舞台劇)
賈寶玉（英文：Awakening）是一部2011年由「非常林奕華」製作、東亞娛樂主辦的舞台劇，改編自四大名著之一的《紅樓夢》，以宿命及自我實現為主題，是繼《水滸傳》及《西遊記》後，非常林奕華第三部改編自四大名著的舞台劇作品。本劇為主角兼監製何韻詩加入樂壇10周年的紀念劇目，同時亦是紀念「非常林奕華」創立20周年的劇目之一，另一齣為同年7月公演的《紅娘的異想世界之在西廂》。
本劇為何韻詩繼《男人與女人之戰爭與和平》後，第2部參演「非常林奕華」的舞台劇，其他主要演員包括周姮吟、路嘉欣、趙逸嵐等，大部分演員為通過「2011非常林奕華港台兩地演員甄選」而加入的新成員。全劇13名演員均為女性，劇中男性角色均以反串演出，而參演本劇的韋羅莎、葉麗嘉及吳鳳鳴，以及編劇黃詠詩均來自香港，一改過去幾年劇組成員來自台灣與中國大陸的慣例。

## 創作背景
林奕華在2007年及2008年分別完成《水滸傳》及《西遊記》兩部「四大名著系列」後，曾計畫在2009及2010年分別以《三國演義》及《紅樓夢》為題創作舞台劇，但因故未能成事。到2009年，林奕華製作舞台劇《男人與女人之戰爭與和平》，劇中兩名女主角何韻詩與林依晨有段以嬉鬧形式演繹的寶黛初會，劇組安排昆曲導師為兩人教授身段與台步，令林奕華留意到何韻詩適合演繹賈寶玉一角，甚至媲美在1977年電影《金玉良緣紅樓夢》飾演賈寶玉的林青霞，認為她反串賈寶玉是「不作他人想」。同時，何韻詩繼《梁祝下世傳奇》後，亦計劃籌備舞台劇，作為加入樂壇10周年的紀念活動，兩人一拍即合。
兩人重新解讀原著《紅樓夢》，林奕華認為賈寶玉是中國版的小王子，常被誤解為濫情花心，但他只是對美麗有單純的追求，如同永遠不想長大的孩子；何韻詩亦有意以賈寶玉隱喻她的領悟，認為自己身處娛樂圈，周遭的人給予很多模式與意見要她追隨，但她有時也不表認同，甚至反抗這些規範，而賈寶玉在大觀園內尋找到自己，她亦在圈內悟出人生哲理－就是必須努力捍衛自己所信，無論得失，有盡力經歷過，就算是戰勝。
何韻詩是本劇的主角兼製作人，不只埋頭苦讀《紅樓夢》，亦參考相關電視劇、電影，以揣摩劇中角色，她曾透露本劇的製作費達500萬港元，但20場的門票收益，僅等於一場演唱會的歌酬，故舞台劇只為興趣，她亦須親自找贊助。本劇的創作時間與《紅娘的異想世界之在西廂》同步，林奕華、何韻詩與編劇黃詠詩在2011年4月初步完成構思，8月完成第二階段創作，此時正值《紅娘的異想世界之在西廂》在北京巡演。
本劇宣傳海報以賈寶玉身處白茫茫的太虛幻境為意念，是源自《紅樓夢》第5回中警幻仙子命歌姬吟唱《紅樓夢》十二支的最後一句，「好一似食盡鳥投林，落了片白茫茫大地真乾淨」。

## 故事大綱
神瑛侍者重返白茫茫的太虛幻境，發現對自己的種種過去、凡間往事毫無記憶，感到非常困惑。不甘忘記過去的他，要求警幻仙子重新讓他再次下凡，重新經歷一次塵世間的貪嗔癮愛，臨行時警幻仙子叮囑他即使預知「未來」，亦不可以改變別人命運，只能忍痛經歷一切。頓時，神瑛侍者再次化身成賈寶玉，警幻仙子讓十二金釵猶如機場免稅店般推銷代表自己的物品，令他對生命中出現的女人們重新恢復記憶，他最終回到大觀園內，就在林黛玉進入賈府的那一天。
在賈母舉辦的名人選書會上，賈寶玉面對薛寶釵的無情，亦因讀了《西廂記》而與林黛玉交心，相對而臥；能夠「預知未來」的寶玉在生日為眾人解花簽，對各人未來刻意作正面解說，讓他們能樂觀面對命運；他又重遇相遇相知的戲子蔣玉菡，唱起《紅豆詞》，寶玉因鼓勵他投奔自由而闖禍，被父親賈政鞭笞，但寶玉卻理解父親為怕得罪王爺的苦衷，甘願受罰。寶玉見黛玉葬花，黛玉自知體弱多病，終有一天會死，葬花只是自己葬禮的一場預演，與寶玉協議若自己先死，要求他親自葬她。
賈府趁着海棠花盛開，舉辦秋冬季時裝匯演，順道對外澄清不利傳聞，卻淡淡預告着賈府由盛轉衰的命運；帶病的晴雯為寶玉縫補俄羅斯製的孔雀羽毛金裘，卻因為她的風流靈巧而招人妒嫉，最終鬱鬱而終，寶玉大受打擊；紫鵑以黛玉要回老家來試探寶玉的情意，寶玉變得歇斯底里，甚至把自己的「通靈寶玉」棄掉，眾人忙於找玉，寶玉質問襲人曾否愛過他，只會克盡己任的襲人無言以對。
眾人想到以結婚沖喜為寶玉治病，寶玉早料到王熙鳳使掉包計，騙他迎娶寶釵，但大婚當天，寶玉掀起新娘頭蓋，眼前竟是黛玉，寶玉不解為何與命運截然不同，黛玉初時以為寶玉不愛自己，表示願意向寶玉身邊眾女學習，最後寶玉暗示黛玉是太虛幻境絳珠仙草的天機，為了日後能在仙界重逢，必須分開，又許下日後重遇的諾言。寶釵按照命運安排，委身成為寶玉在人間的妻子，但黛玉哭死與賈府的頹敗四散，最終不能幸免。
寶玉最終向塵世的眾人道別，回歸太虛幻境，在茫茫天地之間，終於領悟拋磚引玉、保守赤誠、純真與勇氣，面對挑戰的人生智慧。

## 分場表
序：茫茫前塵
第一幕
第1場：太虛幻境
第2場：黛玉進府
第3場：金玉姻緣
第4場：諫玉
第5場：讀西廂
第6場：解花簽
第二幕
第7場：琪官送巾
第8場：寶玉被笞
第9場：黛玉詩絹
第10場：葬花
中場休息15分鐘
第三幕
第11場：海棠花開
第12場：晴雯補裘
第13場：紫鵑試情
第14場：失玉
第15場：掉包計
第四幕
第16場：大婚
第17場：哭靈
第18場：海棠花謝
第19場：告別繁華
第20場：回歸

## 演員表
- 何韻詩 飾 賈寶玉
- 周姮吟 飾 薛寶釵、眾角色分身
- 路嘉欣 飾 林黛玉、眾角色分身、旁白
- 趙逸嵐 飾 蔣玉菡、小寶玉、眾角色分身
- 韋羅莎/謝盈萱(2012年第三度公演) 飾 賈政、眾角色分身
- 朱家儀/王安琪(2012年第二度公演) 飾 襲人、眾角色分身
- 楊芷瓔 飾 晴雯、眾角色分身
- 潘奕如 飾 警幻仙姑、賈母、眾角色分身
- 許乃涵 飾 紫鵑、眾角色分身
- 賴盈螢 飾 王熙鳳、長府官、眾角色分身
- 鄧九雲 飾 賈元春、賈迎春、賈探春、賈惜春、小晴雯、王保善家、眾角色分身
- 葉麗嘉 飾 史湘雲、林管家、記者、眾角色分身
- 吳鳳鳴 飾 王夫人、妙玉、記者、劉姥姥、眾角色分身

## 紀念品及原聲帶

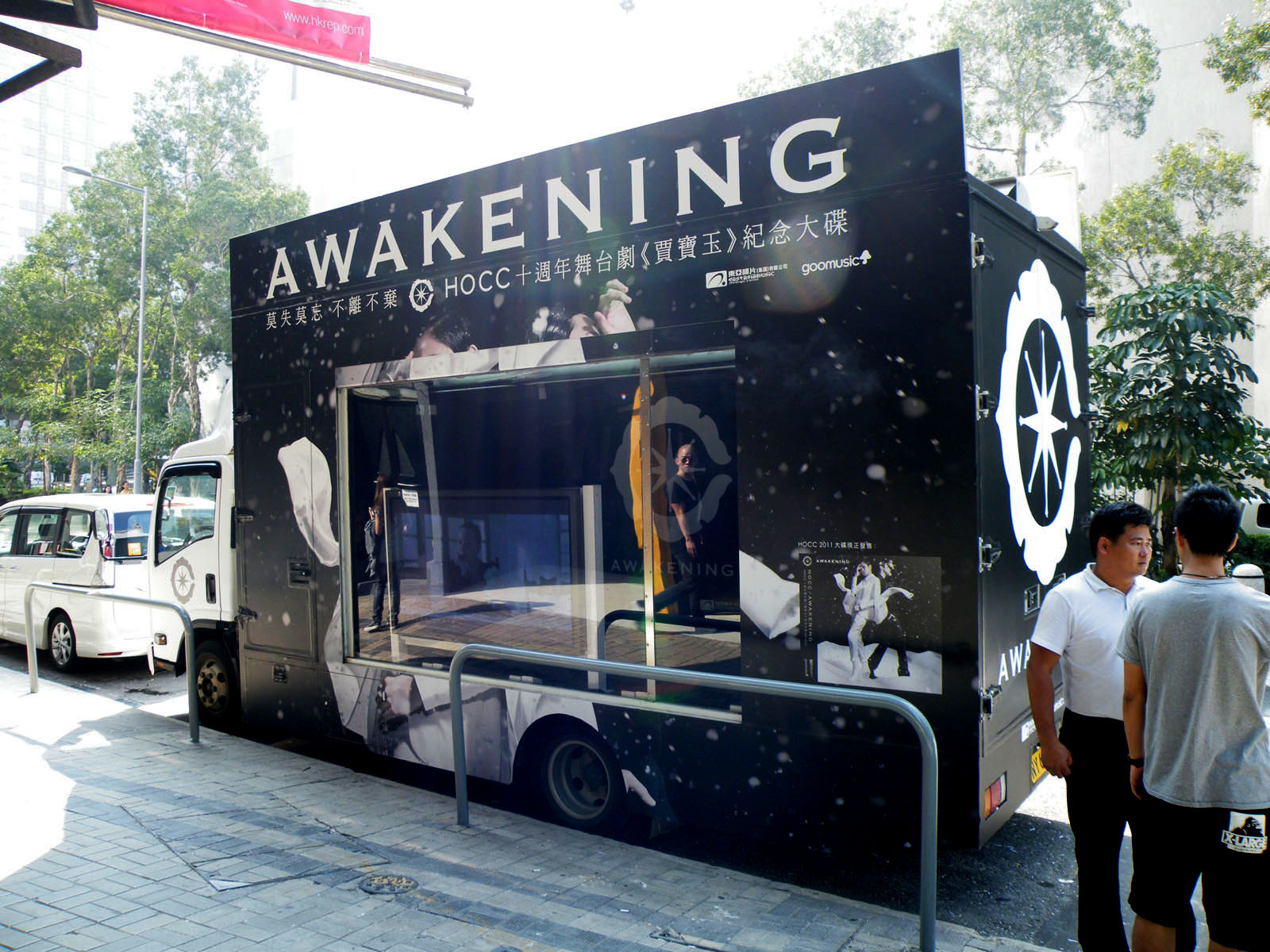
宣傳本劇原聲帶的「痴情車」，無間斷播放主打歌《癡情司》

本劇紀念品由AllRightsReserved與何韻詩合作，設計取材於何韻詩於2007年單曲碟《We Stand As One》的光明會會章，將原來的「C」字變為「寶玉」，稱為「光明寶玉」，推出時裝、冰格、咖啡杯及吊飾等紀念品，在劇場外發售。2012年公映時，發行名為「夢，還沒有完」的幕後花絮記錄片DVD，記錄從選角到談劇本排練演出的過程。 
本劇原聲帶《AWAKENING》在2011年10月10日正式發售，由東亞唱片發行，收錄劇中13首背景音樂及插曲，其中主打歌為《拋磚引玉》、《癡情司》及《花辭》；大碟附有收錄拍攝宣導海報片段的《拋磚引玉》音樂影片DVD。大碟亦有限量2500套，稱為「通靈寶盒」的特別版，內含圍巾、相集、插畫杯墊、海報等精品。2012年5月，原聲帶《AWAKENING》國語版正式發售。

## 評價及影響
本劇的評價多持正面，有評論指本劇編排反映了林奕華作品以時代感演繹名著的強烈風格，舞台設計成荒廢倉庫，遠處開啟一扇法門便見皚皚飄雪，意境上美絕，簡潔有力，而現場音樂演奏亦令觀眾更為投入，而演員各有形態韻味卻又卻渾然一體，在文化與賣埠上都相當有實力。本劇對《紅樓夢》的全新解讀，尤其是十二金釵的演繹能全面把女性變化多端的面貌呈現於舞台，處理手法為劇場帶來驚喜。至於主角何韻詩的演出方面，有評論指她飾演的賈寶玉「恰到好處的輕佻，帶著一點懵懂，一點明白」，身形雖說有點嬌小，顛倒眾生卻合情合理。她雖周旋於飾演十二金釵而角色多變的專業舞台劇演員之中，但沒有被比下去，表現不俗。
不過，有持相反立場的評論認為，製作單位高估了香港觀眾對《紅樓夢》的認識與接受程度，如本劇在序幕刻意以倒叙法向觀眾「惡補」《紅樓夢》概要，雖令觀眾對故事情節更了解，但演出效果則略帶凌亂。
何韻詩在2011年11月5日推出本劇歌曲《癡情司》的全新音樂影片，邀請舒淇特別演出，兩人分別扮演寶玉與黛玉，以讀白方式演繹本劇第16場「大婚」的對白。何韻詩表示，曾經想邀請舒淇演出本劇，但檔期及價碼無把握，只好邀請她拍攝音樂影片。
2012年1月1日舉行的2011年度叱咤樂壇流行榜頒獎典禮，獲叱咤樂壇我最喜愛的組合C AllStar，以無伴奏合唱方式改編本劇的插曲《花花》宣傳本劇。

## 外部連結
- 2012年亞洲巡迴演出場刊 （页面存档备份，存于）
- 賈寶玉，非常林奕華。
- 賈寶玉，HOCC-GOOBLOG。
- 賈寶玉 （页面存档备份，存于），Timetable事件。
- 賈寶玉，Facebook網站。
- 影片
  - 《賈寶玉》 （页面存档备份，存于）官方宣傳片，GOOMUSIC
  - 《賈寶玉》 （页面存档备份，存于）官方宣傳片，GOOMUSIC
  - 《賈寶玉》 （页面存档备份，存于）2012年官方宣傳片，GOOMUSIC
  - 《癡情司》 （页面存档备份，存于）MV，GOOMUSIC
  - 《癡情司》 （页面存档备份，存于）MV(舒淇特別演出版)，GOOMUSIC
  - 《拋磚引玉》 （页面存档备份，存于）MV，GOOMUSIC
  - 《拋磚引玉》 （页面存档备份，存于）MV(劇照製作版)，GOOMUSIC
  - 《花花》 （页面存档备份，存于）MV，GOOMUSIC
  - 《花辭》 （页面存档备份，存于）MV，GOOMUSIC